# Marie-Antoinette Katoto
Marie-Antoinette Oda Katoto (* 1. listopadu 1998) je francouzská fotbalistka, útočnice, která od roku 2025 hraje za Lyon. Hraje také za francouzskou reprezentaci. Je považována za jednu z nejlepších útočnic současnosti a je historicky nejlepší střelkyní Paris Saint-Germain FC.
Byla nominována na Zlatý míč 2021, 2022 a 2024.